# Linea 10 (metropolitana di Barcellona)
La linea 10 è una linea della metropolitana di Barcellona ancora in fase di costruzione, che serve la città di Barcellona, in Spagna. A lavori ultimati, coprirà una tratta di oltre 40 km tra Gorg (Badalona) e Polígon Pratenc con un totale di 32 stazioni previste.
Un primo tratto, denominato prima L10 e in seguito L10 Nord, è entrato in esercizio il 18 aprile 2010, servendo sei stazioni tra il capolinea di Gorg (che serve anche da coincidenza con la linea 2) e la stazione La Sagrera, che è anche nodo di coincidenza con le linee 1, 5 e 9. Con quest'ultima, la linea 10 condivide gran parte del suo tracciato. Un secondo tratto, isolato dal primo e denominato L10 Sud, è entrato in servizio l'8 settembre 2018.

## Storia
L'inaugurazione del primo tratto, composto da 6 stazioni, è avvenuta il 18 aprile 2010. La sezione in esercizio collega il capolinea di Gorg con il capolinea provvisorio de La Sagrera, con tre stazioni condivise con la linea 9 Nord.
A seguito della crisi economica, il 21 aprile 2011 la Generalitat de Catalunya ha ordinato la sospensione a tempo indeterminato dei lavori relativi alla tratta centrale tra La Sagrera e Zona Universitària, che comprende undici stazioni nella zona nord di Barcellona.
L'apertura di una prima tratta isolata della parte sud della linea 10, che ha preso provvisoriamente il nome di L10 Sud, sulla tratta tra Collblanc e Foc è avvenuta l'8 settembre 2018 Le prime prove di circolazione dei treni senza conduttore su questa tratta erano iniziate il 7 ottobre 2017. In corrispondenza dell'entrata in servizio di questa sezione, l'altra parte della linea già in esercizio ha assunto la denominazione di L10 Nord, in analogia con quanto già fatto per la linea 9.
La linea L10 Sud è stata ampliata ulteriormente nel 2019 con l'apertura della fermata intermedia di Ciutat de la Justícia e con due estensioni, la prima nel 2020 col nuovo capolinea provvisorio su viadotto di Zona Franca e una seconda nel 2021 con l'apertura di altre tre stazioni su viadotto, Port Comercial-La Factoria, Ecoparc e ZAL-Riu Vell, quest'ultima come nuovo capolinea provvisorio.

## Caratteristiche costruttive
Ad eccezione di alcuni tratti in trincea e dei viadotti, la maggior parte del tracciato (43,71 km) sarà in sotterranea, condiviso tra la linea 9 e la linea 10, a tunnel unico di 11,70 metri di diametro con binari e stazioni realizzati su due livelli sovrapposti, ognuno dedicato a una direzione di marcia. Per l'escavo si utilizzano talpe meccaniche di tipo EPB (Earth Pressure Balance) che perforano e al tempo stesso consolidano il tunnel e permettono di realizzare al suo interno le stazioni e le altre infrastrutture ausiliarie

Sezione del tunnel nelle zone di marcia e nelle stazioni

Le stazioni sono poste a profondità comprese tra i 25 e i 50 metri per evitare problemi in superficie. Le stazioni a maggior profondità sono realizzate sotto forma di pozzi circolari con l'eccezione della stazione La Salut che è rettangolare.
L'ultima tratta della linea, tra la fermata di Zona Franca e il futuro capolinea di Polígon Pratenc, è realizzata su viadotto con le banchine situate a 6,5 m di altezza. Le cinque stazioni previste dal progetto si trovano quindi ad essere tutte sopraelevate e all'aperto, accessibili tramite scale mobili ed ascensori.
I lavori del tracciato sono stati suddivisi in quattro lotti che attraversano la città di Barcellona nel senso orizzontale. All'estremità occidentale della tratta centrale (lotto III) si diramano la tratta coperta dal lotto I, utilizzata esclusivamente per la linea 10 fino al capolinea previsto di Zona Franca, e la tratta coperta dal lotto II, destinata alla linea 9, che serve il centro de l'Hospitalet ed El Prat de Llobregat fino al capolinea (Aeroporto di Barcellona-El Prat). All'estremità orientale della tratta centrale c'è un'altra biforcazione (lotto IV) di cui un ramo arriva al capolinea della L9 a Can Zam (Santa Coloma de Gramenet) e l'altro al capolinea della L10 a Gorg (Badalona):
- Lotto I (in esercizio): Aeroport T1 - Parc Logístic (L9 Sud)
- Lotto II (in esercizio parziale): Parc Logístic/Pratenc - Zona Universitària (L9 Sud e L10 Sud)
- Lotto III (sospeso a tempo indeterminato): Zona Universitària - La Sagrera (L9 e L10)
- Lotto IV (in esercizio): La Sagrera - Can Zam (L9 Nord)/Gorg (L10 Nord)

## Materiale rotabile
La linea 10 utilizza treni Alstom serie 9000, gli stessi usati per la linea 2 e la linea 9, nella versione dotata del sistema ATC-S di guida automatica senza conduttore. Su ogni vettura è comunque prevista la presenza di un tecnico di operazioni sulle linee automatiche (Tècnic d'Operació de Línies Automàtiques, TOLA) incaricato all'assistenza ai passeggeri e alla conduzione manuale dei treni in caso di guasto del sistema automatizzato.

## Percorso
| Unknown route-map component "uexhKBHFa" + Unknown route-map component "uexKDSTa" |

| Unknown route-map component "uexhBHF " |

| Unknown route-map component "uexhKRZW" |

| Unknown route-map component "uhKBHFxa" |

| Unknown route-map component "REPAIR" | Unknown route-map component "uhKDSTaq" | Unknown route-map component "uhABZg+r" |  |  |

| Unknown route-map component "uhHST" |

| Unknown route-map component "uhHST" |

| Unknown route-map component "uhHST" |

| Unknown route-map component "uhtSTRa" |

| Urban tunnel unused stop on in-use track |

| Unknown route-map component "uextCONTgq" | Urban tunnel stop on track | Unknown route-map component "uextSTRq" |

| Urban tunnel stop on track |

| Unknown route-map component "utINT" |

| Urban tunnel stop on track |

| Unknown route-map component "utCONTgq" | Unknown route-map component "utABZg+r" |  |

| Unknown route-map component "utINT" |

| Unknown route-map component "utINT" |

| Urban tunnel end station, unused through track |

| Unknown route-map component "uextINT" |

| Unknown route-map component "uextINT" |

| Unknown route-map component "uextINT" |

| Unknown route-map component "uextINT" |

| Unknown route-map component "uextINT" |

| Unknown route-map component "uextINT" |

| Unknown route-map component "uextINT" |

| Unknown route-map component "uextINT" |

| Unknown route-map component "uextINT" |

| Unknown route-map component "uextINT" |

| Unknown route-map component "uextINT" |

| Unknown route-map component "uextINT" |

| Unknown route-map component "uextINT" |

| Urban head station in tunnel + Unknown route-map component "HUBaq" | Unknown route-map component "uextINT" + Unknown route-map component "HUBeq" |  |

| Unknown route-map component "uetINT" + Unknown route-map component "HUBaq" | Unknown route-map component "uextINT" + Unknown route-map component "HUBeq" |  |

| Unknown route-map component "uxtKRWgl" | Unknown route-map component "uxtKRWg+r" |  |

| Unknown route-map component "uextCONTgq" | Unknown route-map component "uextSTRr" | Urban tunnel straight track |  |  |

| Unknown route-map component "utKDSTaq" | Unknown route-map component "utABZgr" |  |

| Unknown route-map component "utINT" |

| Unknown route-map component "utINT" |

| Unknown route-map component "utKRZW" |

| Unknown route-map component "utCONTgq" | Unknown route-map component "utABZgr" |  |

| Urban tunnel stop on track |

| Urban tunnel stop on track |

| Urban End station in tunnel |

|  |